# Шамкино
Ша́мкино (чув. Шамкай) — село в Шемуршинском районе Чувашской Республики России. Входит в состав Старочукальского сельского поселения.

## География
Село находится в юго-восточной части Чувашии, в пределах Чувашского плато, в зоне хвойно-широколиственных лесов, на левом берегу реки Яранка, вблизи границы с Республикой Татарстан, на расстоянии 30 км (примерно 23 км по прямой) к юго-западу от Шемурши, административного центра района, и 190 км от города Чебоксары, столицы республики, в 105 км от железнодорожной станции. Абсолютная высота — 207 метров над уровнем моря.
Климат
Климат характеризуется как умеренно континентальный, с умеренно холодной снежной зимой и тёплым летом. Среднегодовая температура воздуха — 3,1 °С. Средняя температура воздуха самого тёплого месяца (июля) — 18,7 °C (абсолютный максимум — 37 °C); самого холодного (января) — −12,3 °C (абсолютный минимум — −42 °C). Среднегодовое количество атмосферных осадков составляет 530 мм.
Часовой пояс
Село Шамкино, как и вся Чувашия, находится в часовой зоне МСК (московское время). Смещение применяемого времени относительно UTC составляет +3:00.

## История
Село основано во 2-й половине XVII века мордовскими поселенцами. Жители — до 1724 года ясачные, до 1835 года государственные, до 1863 года удельные крестьяне; занимались земледелием, животноводством, пчеловодством, выделкой овчины, бакалейной торговлей, отхожими промыслами: нанимались чернорабочими, плотниками. Функционировал храм Святой Троицы (1756—1940). В 1840 году открыто удельное сельское училище. В начале XX века действовали 4 торгово-промышленных заведения. В 1930 году образован колхоз «Светлый путь». 

## Население
| 2010 | 2012 |
| ---- | ---- |
| 17   | ↗20  |

Половой состав
По данным Всероссийской переписи населения 2010 года, в гендерной структуре населения мужчины составляли 41,2 %, женщины — соответственно 58,8 %.
Национальный состав
Согласно результатам переписи 2002 года, в национальной структуре населения мордва составляла 45 % из 82 чел., чуваши — 44 %.

## Известные уроженцы
- Долгов, Олег Николаевич (1976—1996) — российский военнослужащий, рядовой, Герой Российской Федерации.